# Шитоая (Горж)
Шитоая (рум. Șitoaia) — село у повіті Горж в Румунії. Входить до складу комуни Рошія-де-Амарадія.
Село розташоване на відстані 194 км на захід від Бухареста, 41 км на схід від Тиргу-Жіу, 81 км на північ від Крайови.

## Населення
За даними перепису населення 2002 року у селі проживала 281 особа, усі — румуни. Усі жителі села рідною мовою назвали румунську.